# Église Sainte-Vierge-Marie de Vaux-sous-Chèvremont
Pour les articles homonymes, voir Église Sainte-Marie.
L’église Sainte-Vierge Marie est un édifice religieux catholique sis à Vaux-sous-Chèvremont, dans la province de Liège en Belgique. Remplaçant un édifice détruit durant la Seconde Guerre mondiale l’église a été conçue par les architectes Charles-Marie Poncelet et Jean-Pierre Leenders et construite entre 1959 et 1968. Elle est l'église paroissiale du village.

## Situation
L’église Sainte-Vierge Marie se situe rue de la Coopération., à Vaux-sous-Chèvremont, un village traversé par la Vesdre, dans la commune de Chaudfontaine en province de Liège (Belgique).

## Histoire
Lors de la Seconde Guerre mondiale, le village de Vaux-sous-Chèvremont est bombardée à deux reprises : une première fois en mai 1940 et une seconde fois en décembre 1944. De nombreux bâtiments sont touchés telle que la basilique de Chèvremont ainsi que l’église du village, place Foguenne. 
La guerre terminée il est décidé de reconstruire l’église en totalement neuf. Le chantier est ouvert en 1959. La nouvelle église Sainte-Vierge-Marie est exactement contemporaine du concile du Vatican II. Ce concile est un moment important dans l’histoire de l’Église catholique car il marque son ouverture à la modernité.

## Description
L'architecture et inspirée de la nouvelle théologie et des demandes pastorales du concile du Vatican II. Les notions d’accueil et de rassemblement sont mises en avant. En effet, contrairement aux églises traditionnelles, la sacristie se trouve à l’opposé du chœur permettant  
au prêtre célébrant de saluer les fidèles avant d’atteindre l’autel. Les paroissiens s’installent ensuite en demi-cercle autour de l’autel.  
De grande dimension, l’édifice forme un volume simple dont l’espace intérieur est libéré de toute structure et s’ouvre sur toute sa hauteur jusqu’à la toiture. Grâce à ses qualités acoustiques, l’église est multifonctionnelle : des spectacles y sont organisés. Des pièces du sous-sol fournissent des locaux aux mouvements de jeunesse.
Au niveau de la matérialité, les architectes ont décidé de construire en moellons et en béton. L’emploi du béton en architecture religieuse est à cette époque relativement récent. Il va permettre de concevoir différemment l’espace : les baies s’agrandissent amenant ainsi plus de lumière dans les édifices et le plan libre apparaît. La façade principale de l’église Sainte-Vierge Marie est rythmée verticalement par des piliers en béton armé et l’horizontalité est marquée par un auvent et une passerelle conduisant au hall d’entrée. Les pignons sont composés de moellons et de cadres en béton armé qui bordent les vitraux.

### Utilisation du béton
Le béton armé est inventé au milieu du XIXe siècle par Joseph Louis Lambot qui recouvrit un treillis d’acier de ciment hydraulique pour créer une barque.
Les premières constructions réalisées entièrement en béton firent leur apparition en France et en Angleterre début du XIXe siècle. Ce n’est qu’au XXe siècle que ce matériau s’intègre dans les architectures religieuses.
Le béton armé présente de nombreux avantages : en plus d’être un matériau économique, il permet de construire des formes courbes sans raccords et il présente une bonne résistance. Ainsi, le nombre d’appuis structurels peut être réduit.